# Juan Verdaguer Tarradella
Juan Miguel Verdaguer Tarradella (Santiago, 8 de febrero de 1934 - Santiago, 25 de febrero de 2020) fue un médico chileno, especializado en oftalmología, director académico de la Fundación Oftalmológica Los Andes, profesor titular y director del programa de postgrado en Oftalmología de la Universidad de los Andes y Premio Nacional de Medicina de 2014.

## Primeros años
Cursó sus estudios secundarios en el Instituto Nacional General José Miguel Carrera, etapa de su vida donde se hizo miembro de la Academia Literaria y de la Academia Científica. Su interés por la medicina fue motivado por su padre, el oftalmólogo Juan Verdaguer Planas, reconocido como uno de los padres de la oftalmología en el país.[cita requerida]

## Educación superior
Obtuvo su título profesional en 1958 en la Universidad de Chile. Se especializó en oftalmología en el Hospital Clínico José Joaquín Aguirre (1958-1960), realizó estudios post título en Harvard University en ciencias básicas en oftalmología (1962) y en Universidad de Columbia en oncología y patología ocular (1963). Diplomado por el American Board of Ophthalmology (1964).

## Vida laboral
Fue Presidente de la Sociedad Chilena de Oftalmología (1971-1972).
Miembro de Número de la Academia Chilena de Medicina, se ha destacado como profesional ampliamente en el campo de la salud y la oftalmología a nivel nacional por su labor en el campo de la Salud Pública y la Prevención de la Ceguera.Fue el organizador y coordinador de la primera zona libre de catarata en Chile. Fue pionero en el campo de la retinopatía diabética, siendo el promotor y coordinador del screening de retinopatía diabética en consultorios del Área Norte de Santiago, iniciativa inédita en Chile en el año 1989.

## Publicaciones
- "Desprendimiento retinal: estudio clínico diatermo-cirugía" (1942). Santiago: Universidad de Chile.
- "Estudio epidemiológico en la degeneración macular senil" (1987). Santiago: Universidad de Chile.
- "Osteoma de coroides" (2000). Santiago: Archivos chilenos de oftalmología.-- Vol.45, no.1 (ene.-jul. 1988) ,p. 43-8.
- "Vitreorretinopatía familiar exudativa" (1992). Santiago: Archivos chilenos de oftalmología.-- Vol.49, no.2 (1992) ,p. 53-8.
- "Ojo rojo" (1992). Santiago: Boletín del Hospital San Juan de Dios.-- Vol.39, no.1 (ene.-feb. 1992) ,p. 16-20.
- "Retinopatía diabética: serie guías clínicas del adulto mayor" (2000). Santiago: Universidad de Chile.
- "Reseña Histórica del Departamento de Oftalmología" (2012). Santiago: Universidad de Chile] .[7]